# Estación Clara (Santa Fe)
Clara era una estación de ferrocarril ubicada en las áreas rurales del Departamento San Cristóbal, provincia de Santa Fe, Argentina.
Se encontraba sobre la Ruta Provincial 4 a unos 15 km al este de la localidad de Colonia La Clara y a 27 km al sudoeste de la ciudad de San Cristóbal.
La estación fue habilitada en 1891 por el Ferrocarril Provincial de Santa Fe.

## Servicios
Era una de las estaciones intermedias del Ramal F13 del Ferrocarril General Belgrano.